# Coeriana malonia
Coeriana malonia är en fjärilsart som beskrevs av William Schaus 1914. Coeriana malonia ingår i släktet Coeriana och familjen nattflyn. Inga underarter finns listade i Catalogue of Life.